# Fernseea bocainensis
Fernseea bocainensis är en gräsväxtart som beskrevs av Edmundo Pereira och Moutinho. Fernseea bocainensis ingår i släktet Fernseea och familjen Bromeliaceae. Inga underarter finns listade i Catalogue of Life.